# Al-Khums
al-Khums eller Khums är en hamnstad i Libyen, vid Medelhavet, cirka 120 km sydost om Tripoli. Staden hade 2004 omkring 202 000 invånare. Näringar i staden är handel med olivolja och dadlar, samt fiske. al-Khums är ett turistcentrum och har ett arkeologiskt museum.
3 km öster om staden finns de vidsträckta ruinerna av romarnas Leptis Magna, som ursprungligen var en fenicisk hamn.